# Cotyledon orbiculata
Cotyledon orbiculata L., 1753 è una pianta succulenta appartenente alla famiglia delle Crassulaceae originaria di Sudafrica, Namibia e Angola ma, data la sua popolarità come pianta ornamentale, risulta introdotta anche in Francia, Nuova Zelanda, Spagna e Portogallo.

## Etimologia
Dal greco kòtile (cavità) e dal latino orbicularis, circolare, in ragione della forma rotonda delle foglie.

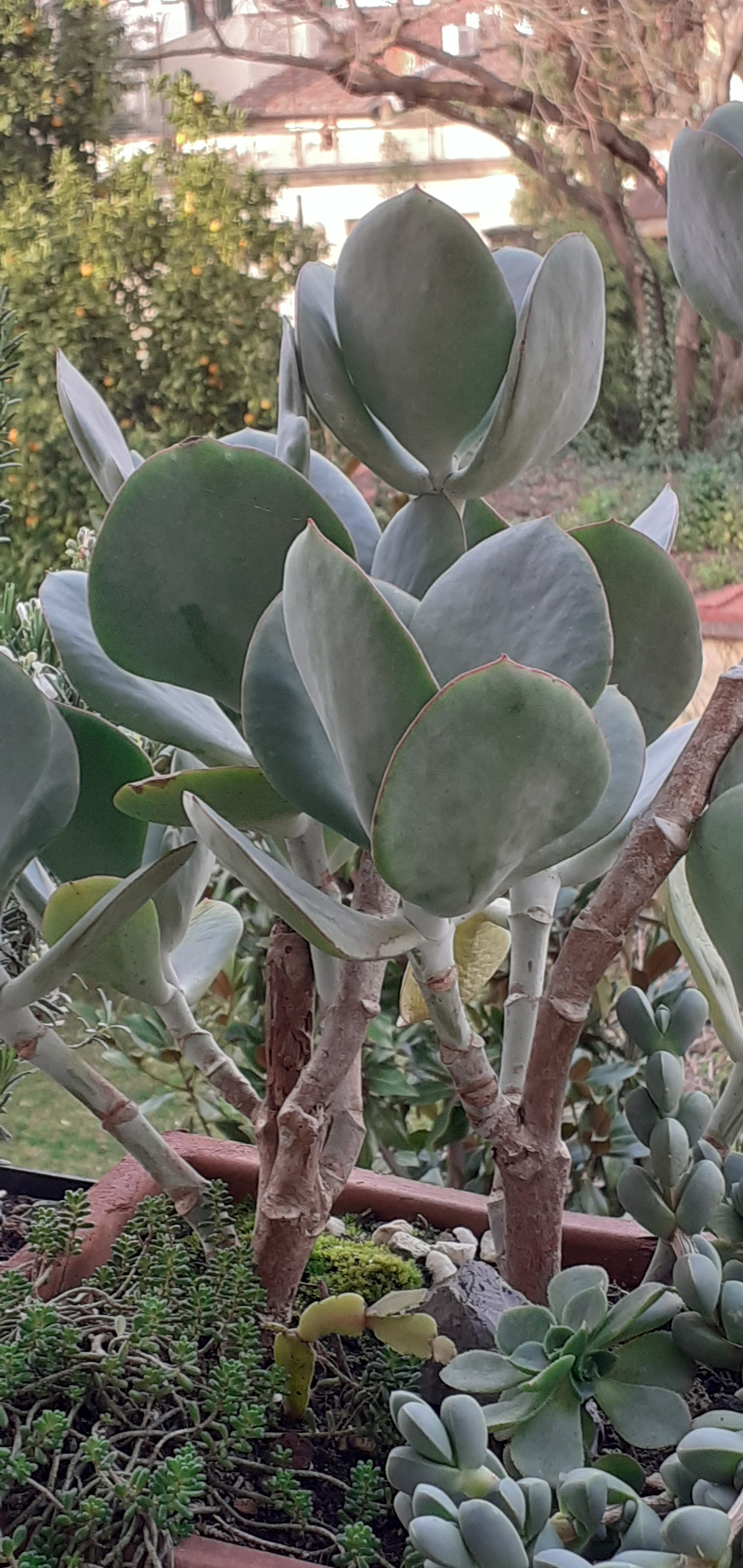

## Descrizione

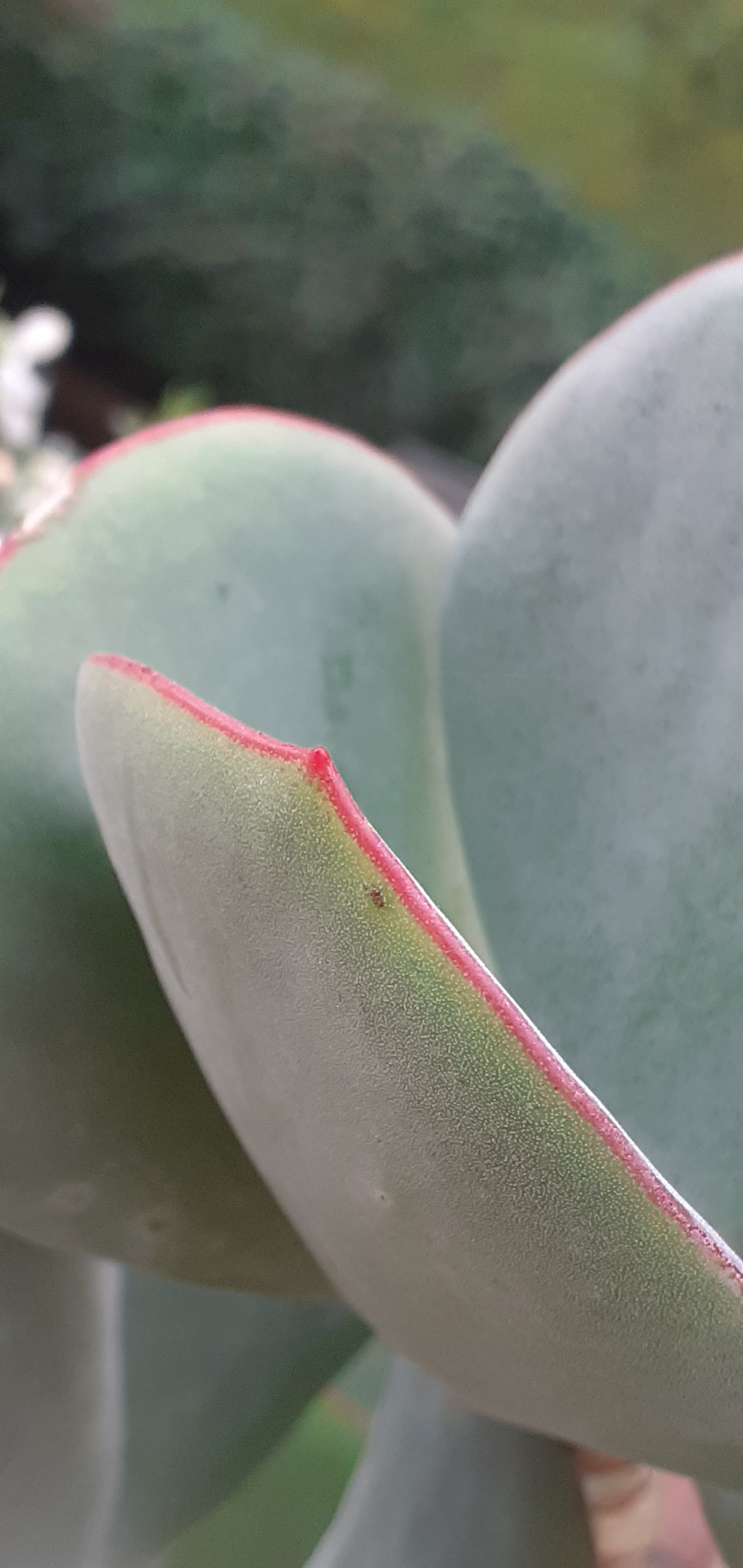
Dettaglio di foglia di C. orbiculata

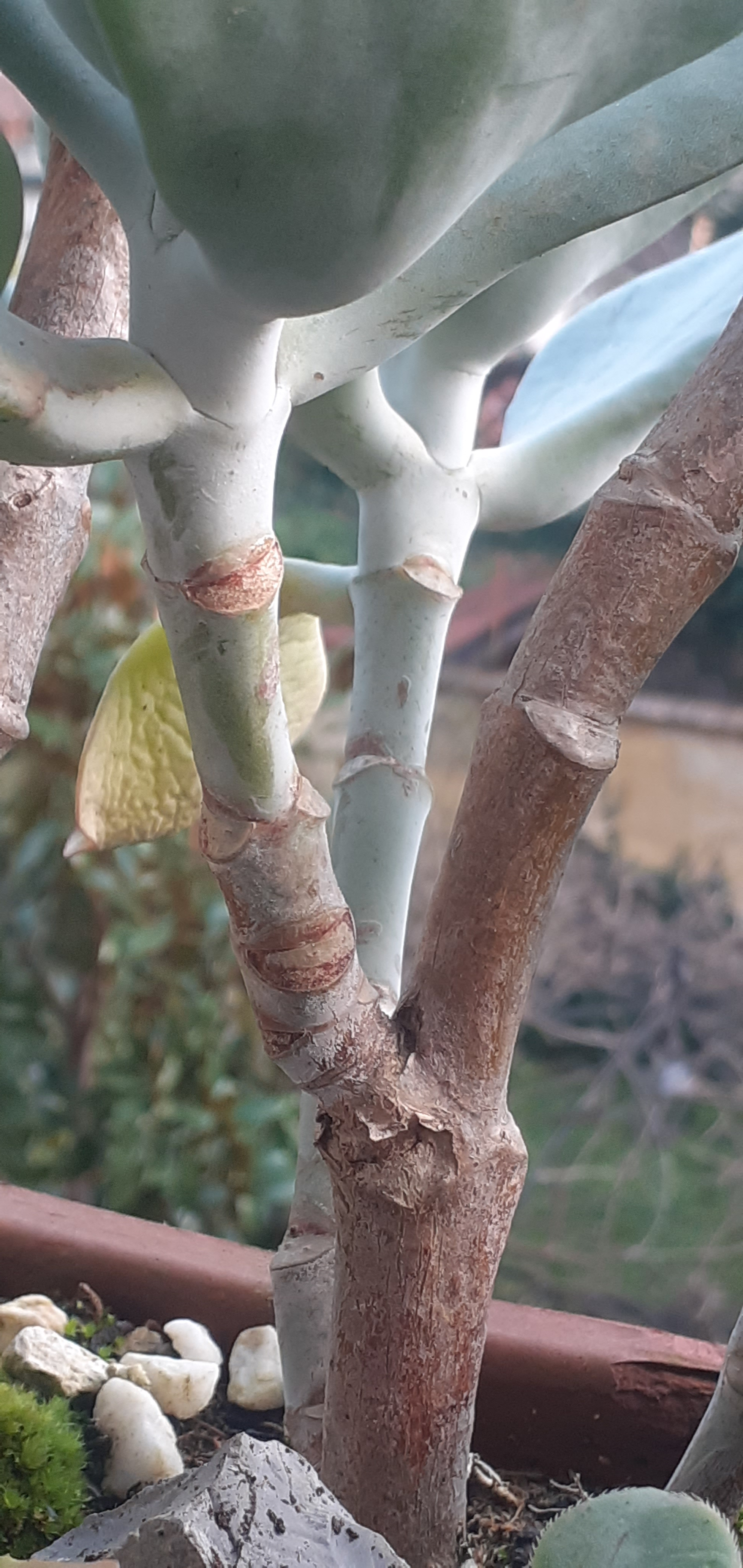
Rami giovani e vecchi di C. orbiculata.

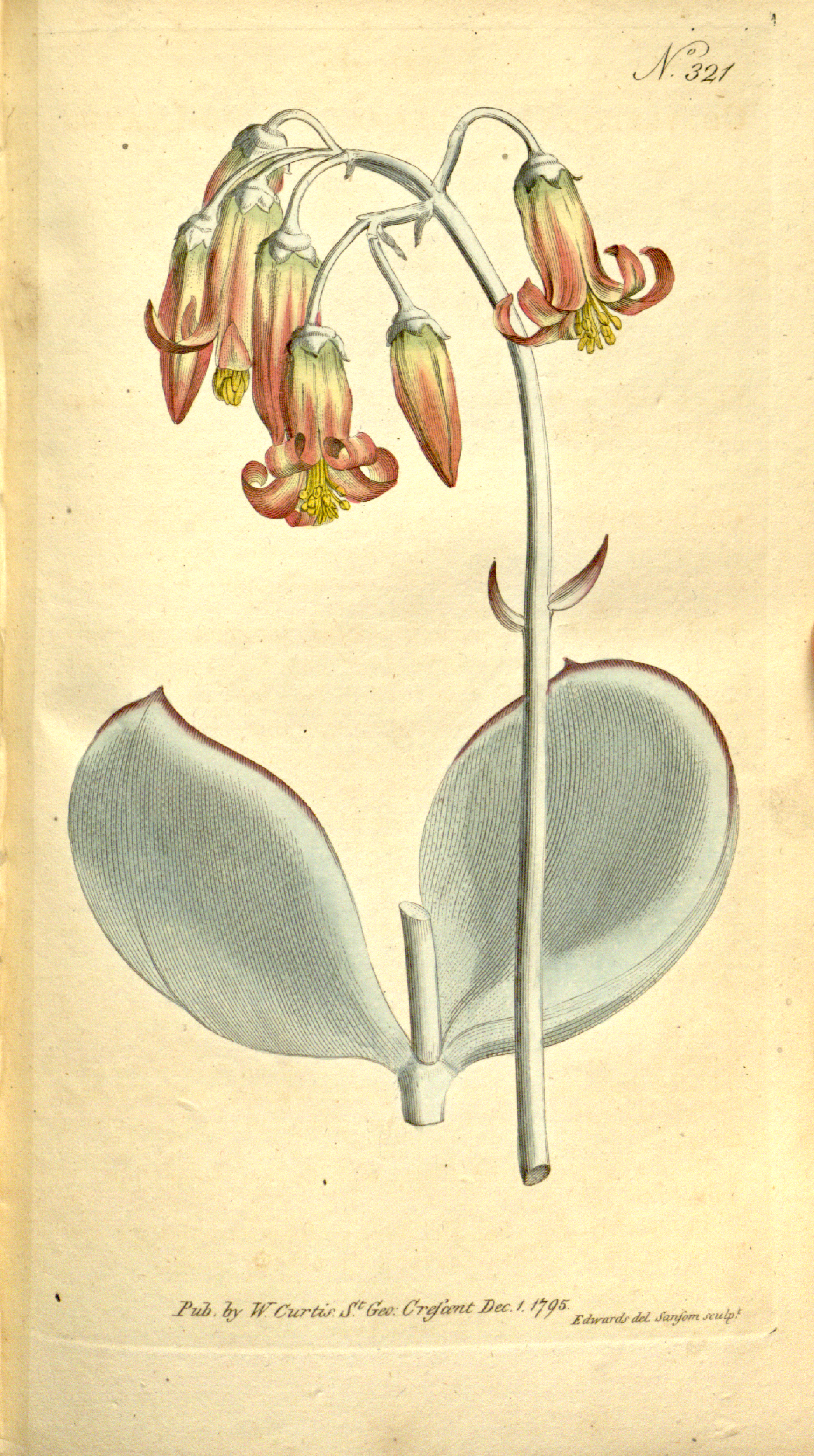
Illustrazione botanica di C. orbiculata

Si tratta di una specie dall'estrema variabilità, con diverse forme locali distinte riconosciute come cultivar.
Arbustiva, a fusto eretto, che arriva a circa 50 cm e 1 metro massimo di altezza durante la fioritura, alla fine dell'inverno. I rami anziani diventano legnosi.
Le foglie sono estremamente variabili per colore, forma e pelosità, anche sulla stessa pianta. Sono di solito grigio-verde, obovate e oblunghe, a forma orbicolare, oblanceolata, glabra o pelosa, fino a 10,5 x 5 cm. Il margine è spesso rossastro e ondulato, base cuneata, apice mucronato.

## Tassonomia
Di C. orbiculata sono accettate, oltre quella nominale, le seguenti due varietà:
- Cotyledon orbiculata var. dactylopsis Toelken,  1979
- Cotyledon orbiculata var. spuria (L.) Toelken, 1979

## Sinonimi
- Cotyledon ramosissima Miller (1768)
- Cotyledon mucronata Lamarck (1786) / Adromischus mucronatus  (Lamarck) Lemaire (1852) /
- Cotyledon undulata var. mucronata (Lamarck) von Poellnitz (1937)
- Cotyledon ungulata Lamarck (1786)
- Cotyledon ovata Haworth (1812)
- Cotyledon elata Haworth (1819) /
- Cotyledon orbiculata var. elata (Haworth) DC (1828)
- Cotyledon ramosa Haworth (1819) /
- Cotyledon orbiculata var. ramosa (Haworth) DC (1828)
- Cotyledon decussata Sims (1824)
- Cotyledon tricuspidata Haworth (1825) /
- Cotyledon papillaris var. tricuspidata (Haworth) DC (1828)
- Cotyledon orbiculata var. obovata DC (1828)
- Cotyledon orbiculata var. rotundifolia DC (1828)
- Cotyledon macrantha Hort. La Mortola ex A.Berger (1900)
- Cotyledon flanaganii var. karroensis Schönland & Baker f. (1902)
- Cotyledon engleri A.Berger & Dinter (1914) / Cotyledon orbiculata var. engleri  (A.Berger & Dinter) Dinter (1928)
- Cotyledon ausana Dinter (1932) / Cotyledon orbiculata var. ausana  (Dinter) H.Jacobsen (1955)
- Cotyledon orbiculata var. oophylla Dinter (1932)
- Cotyledon orbiculata var. viridis Dinter ex Range (1934)
- Cotyledon decussata var. dielsii Schlechter ex von Poellnitz (1937)
- Cotyledon orbiculata var. higginsiae H.Jacobsen (1952)
- Cotyledon orbiculata var. dinteri H.Jacobsen (1954)
- Cotyledon decussata var. hinrichseniana H.Jacobsen (1956)